# Kungsbropalatset

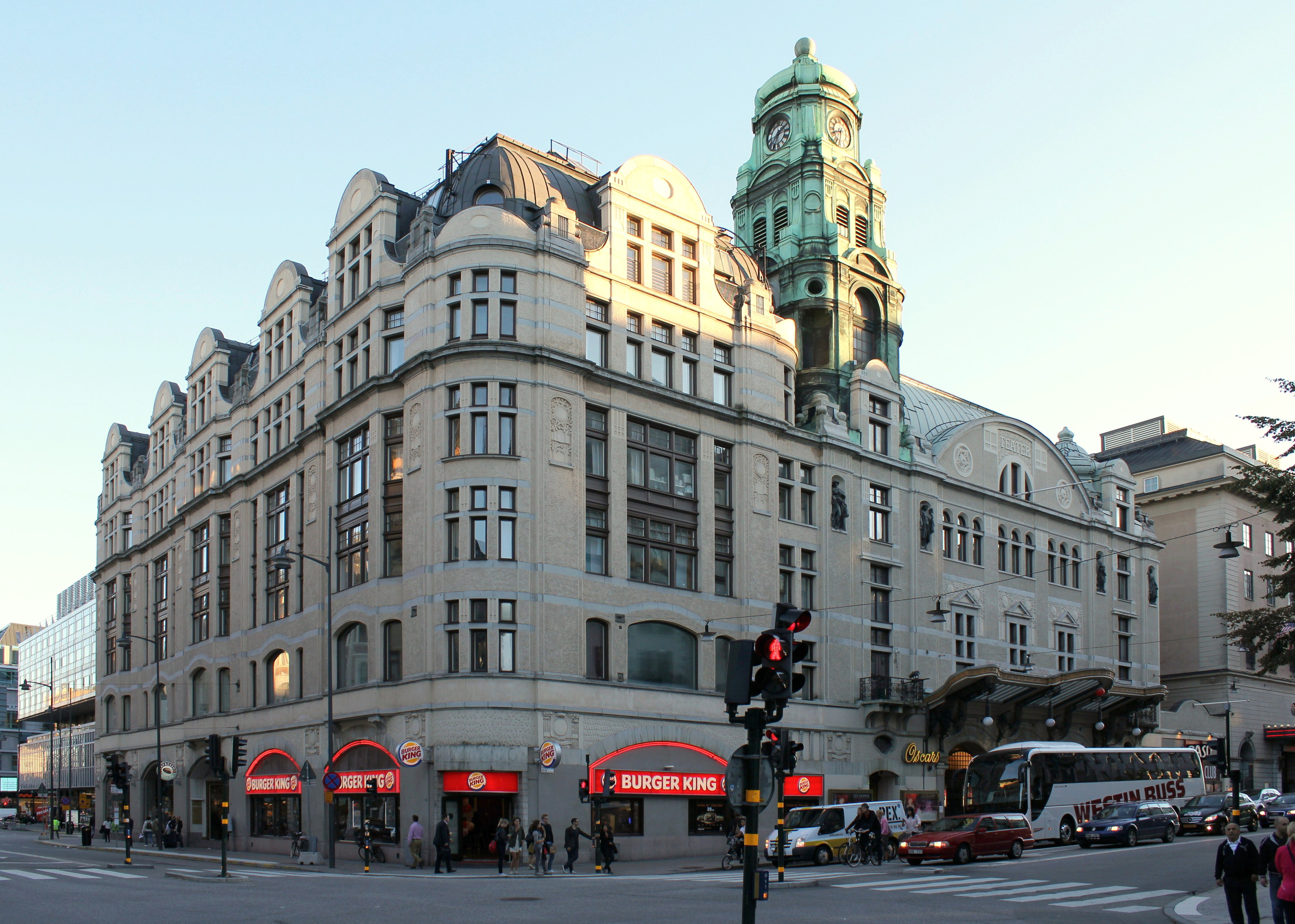
Kungsbropalatset, Vasagatan / Kungsgatan, 2012.

Kungsbropalatset kallas en byggnad i hörnet Vasagatan 15–17 och Kungsgatan 63 i kvarteret Hasseln på Norrmalm i centrala Stockholm. Huset uppfördes 1905–1907 efter ritningar av arkitekt Axel Anderberg. Större delen av byggnaden upptas av Oscarsteatern. Fastigheten består av två delar Hasseln 4 och Hasseln 5 och är sedan 1982 ett lagskyddat byggnadsminne samt blåmärkt av Stadsmuseet i Stockholm vilket betyder "att bebyggelsen bedöms ha synnerligen höga kulturhistoriska värden".

## Historik

### Kvarteret Hasseln

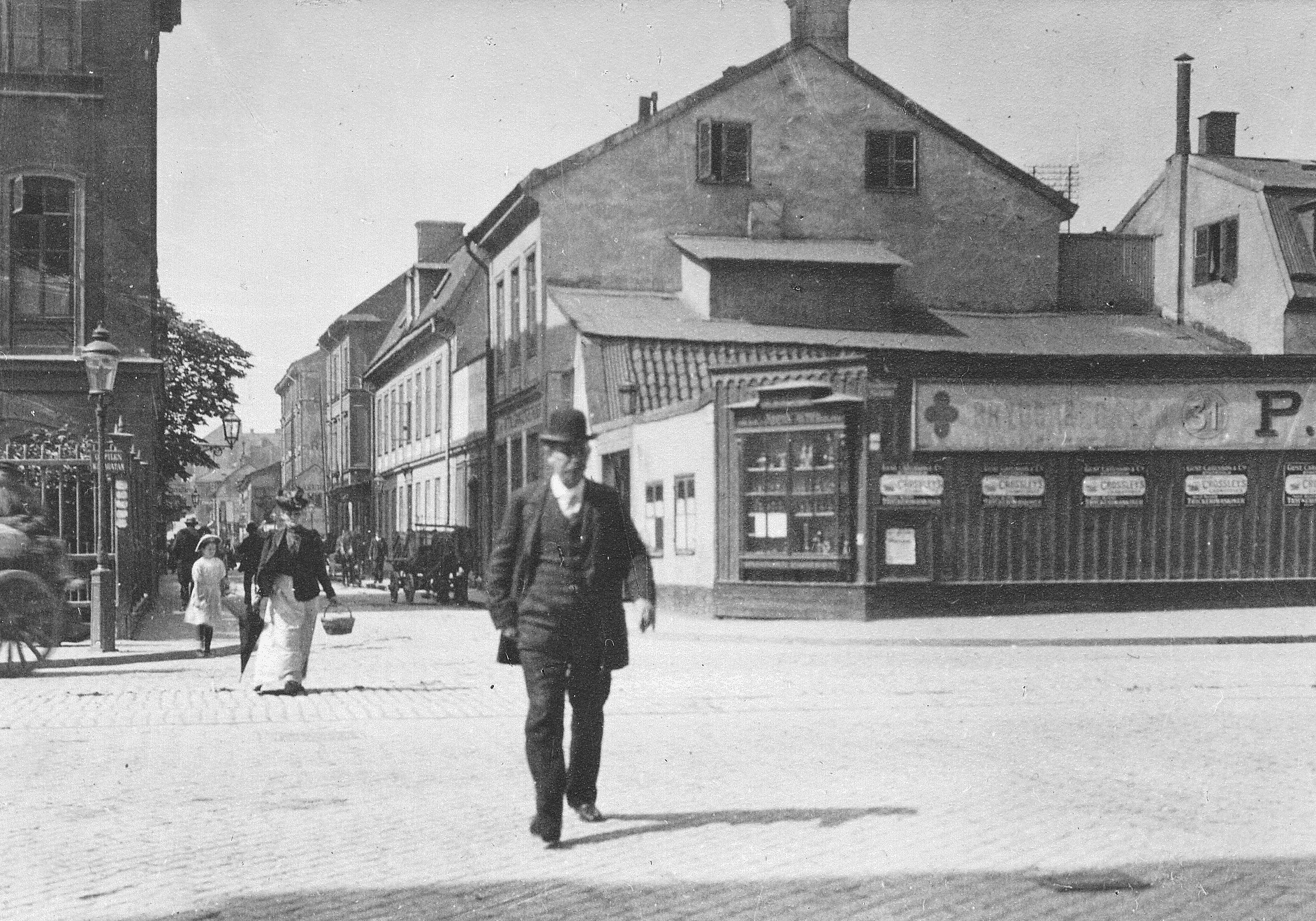
Wiklundska tomten vy västerut längs med Gamla Kungsholmsbrogatan från Vasagatan, 1890-tal.

Kvarteret Hasseln redovisas på Petrus Tillaeus karta från 1733 som Lagerbärsträde (nr 49) och sträckte sig då ända upp till Klara norra kyrkogata. När Vasagatan anlades i slutet av 1880-talet delades kvarteret i en östra del som fick namnet Boken och en västra del som kom att kallas Hasseln. Till samma kategori trädnamn hör även de närbelägna kvarteret Pilen, Lagern och Apeln.
Kvarteret, beläget mellan Kungsgatan och dåvarande Gamla Kungsholmsbrogatan, var bebyggt med hus från 1700- och 1800-talen och kallades även den Wiklundska tomten efter W. Wiklunds Metallfabrik som drevs framgångsrik av fabrikören Wilhelm Wiklund (1832-1902) vilken även var bosatt här.

### Tidigare byggnader, verksamheter och planer
W. Wiklunds Metallfabrik (senare W. Wiklunds Verkstäder AB) grundades 1857 i Klara och var en av den stockholmska verkstadsindustrins mest verksamma under 1800-talets andra hälft. Den 18 oktober 1861 inköpte Wiklund av handlanden Carl Hellstén det hus, där rörelsen var inrymd, Gamla Kungsholmsbrogatan 42B. Tomten vid nr 42A förvärvade han först 1872. Wiklund tillverkade här och i sin fabrik på Kungsholmen bland annat gas- och vattenledningar och senare även generatorer, belysningsanläggningar och glödlampor.
År 1894 ombildades Wiklunds företag till aktiebolag. 1898 drabbades Wiklund av ett slaganfall, som ledde till att han drog sig tillbaka, men avgick officiellt först 1901. I juni 1902 avled han i lunginflammation. Efter Wiklunds död fanns Wiklunds Rörlednings AB kvar i kvarteret. Bebyggelsen revs och på tomten mot Gamla Kungsholmsbrogatan planerades en ny fabriksbyggnad och mot Vasagatan skulle uppföras ett "nytt palats" i fem våningar, som Stockholms Dagblad meddelade i oktober 1903. Därmed skulle den attraktiva tomten äntligen få en representativ och adekvat bebyggelse. 
Både fabriksbyggnaden och nya "palatset" ritades av arkitekt Carl Malmström och ritningar inlämnades till Stockholms stadsbyggnadskontor. Huset mot Vasagatan skulle inrymma butiker och banklokaler i bottenvåningen, kontor en trappa upp och bostäder i de övriga våningarna, möjligtvis även ett hotell. 1905 anmälde Wiklunds Rörlednings AB konkurs och tomten såldes. Projektet stannade på ritbordet och fullbordades aldrig.

### Kungsbropalatset

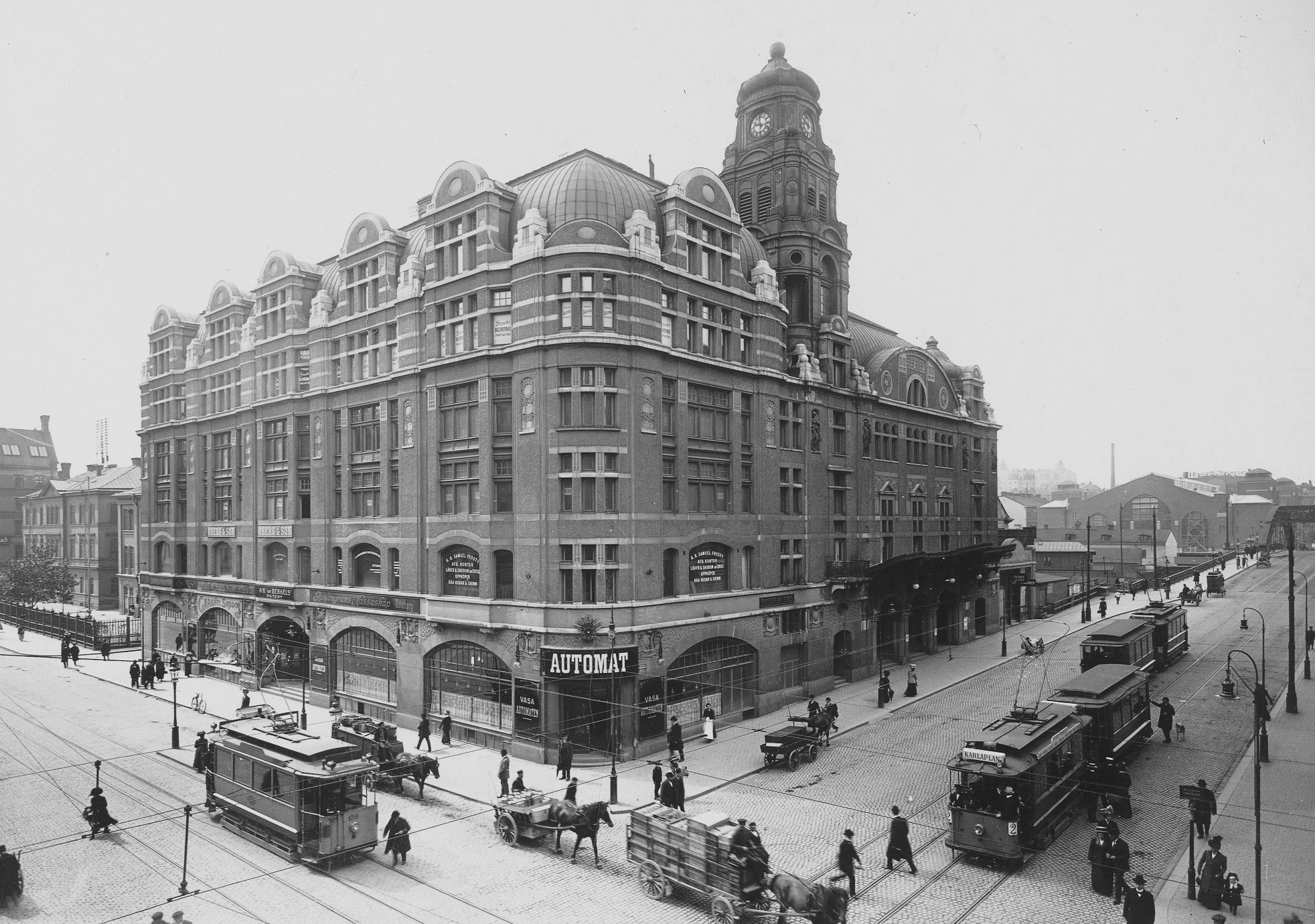
Kungsbropalatset omkring 1910.

Tomten mot Vasagatan och mellersta delen av kvarteret Hasseln förvärvades av den förmögne järn- och stålgrosshandlaren Isaak Hirsch som var en av tiden stora byggherrar. Han anlitade arkitekt Axel Anderberg att gestalta huset som kom att kallas Kungsbropalatset efter den närbelägna Kungsbron. Ansvarig byggmästare var ingenjör Fritz Söderberg. Bygget kom till under ett skedde i en expansiv tid för Stockholms teaterliv och Anderberg var en av sin tids främsta teaterarkitekter, mest känd som Kungliga Operans arkitekt. Oscarsteatern invigdes den 6 december 1906 i närvaro av kung Oscar II. Kungsbropalatsets kontorsdel blev färdig året därpå.
Byggnaden består av tre delar: en teaterdel (Oscarsteatern) i väster med en lågdel som innehöll teaterns schweizeri (sedan 1977 plats för jazzklubben Fasching) samt en kontors- och butiksdel i öster som skulle finansiera teaterverksamheten. Delarna utgör en sammanhängande volym och formgavs av Anderberg i tyskinspirerad skulptural och mjuk jugendbarock med gemensamt formspråk och fasadbehandling. Fasaderna är rik artikulerade med buktande takfall och en rad gavlar, plintar och burspråk samt järnsmide i geometriska former och skulpturutsmyckning. Ytbehandling består av spritputs och band av kalksten.
Mot Kungsgatan förlades entrén till Oscarsteatern och här reser sig även ett högt kopparklätt klocktorn som innehåller huvudtrappan och även markerar gränsen mellan de båda byggnadsdelarna. Kontorsdelen fick femvåningar samt en inredd vindsvåning. Oscarsteaterns entré markerades av en uppåtsvängd glastäckt baldakin som bärs upp av smideskonsoler formgivna i spiraler. I hörnlokalen Vasagatan / Kungsgatan låg Vasa Automaten, en av stadens automatrestauranger. Under 1920- och 1930-talen hade en av Normas restauranger (Norma 20) sin servering här, idag ligger en filial av Burger King på hörnet.
På 1960-talet fanns planer på att riva hela komplexet. Teatern stängdes tillfällig men fick vara kvar och genomgick en omfattande renovering 1973–1975. År 1982 helrenoverades fastigheten. Då utfördes även nya installationer för vatten, avlopp och ventilation av dåvarande ägaren Stockholms stad. Fasad- och entrérenovering genomfördes till hundraårsjubileet 2007 och 2015 fick tornet en ny beklädnad av kopparplåt. Nuvarande (2021) ägare till Hasseln 5 (kontorsdelen) är fastighetsbolaget Olov Lindgren. Hasseln 4 (Oscarsteatern och Fasching) ägs av Stockholms stad.

### Ritningar

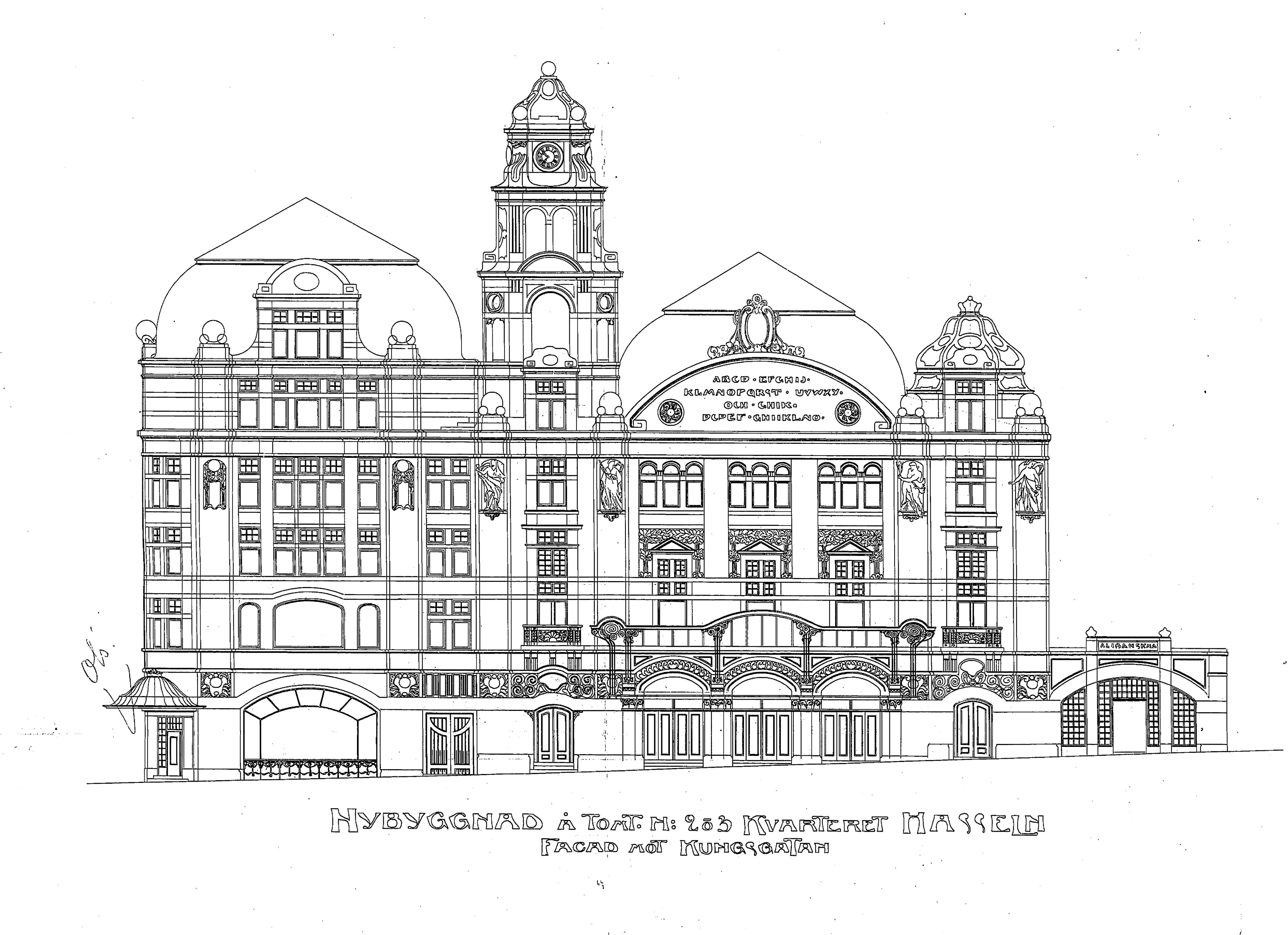
Fasad mot Kungsgatan.
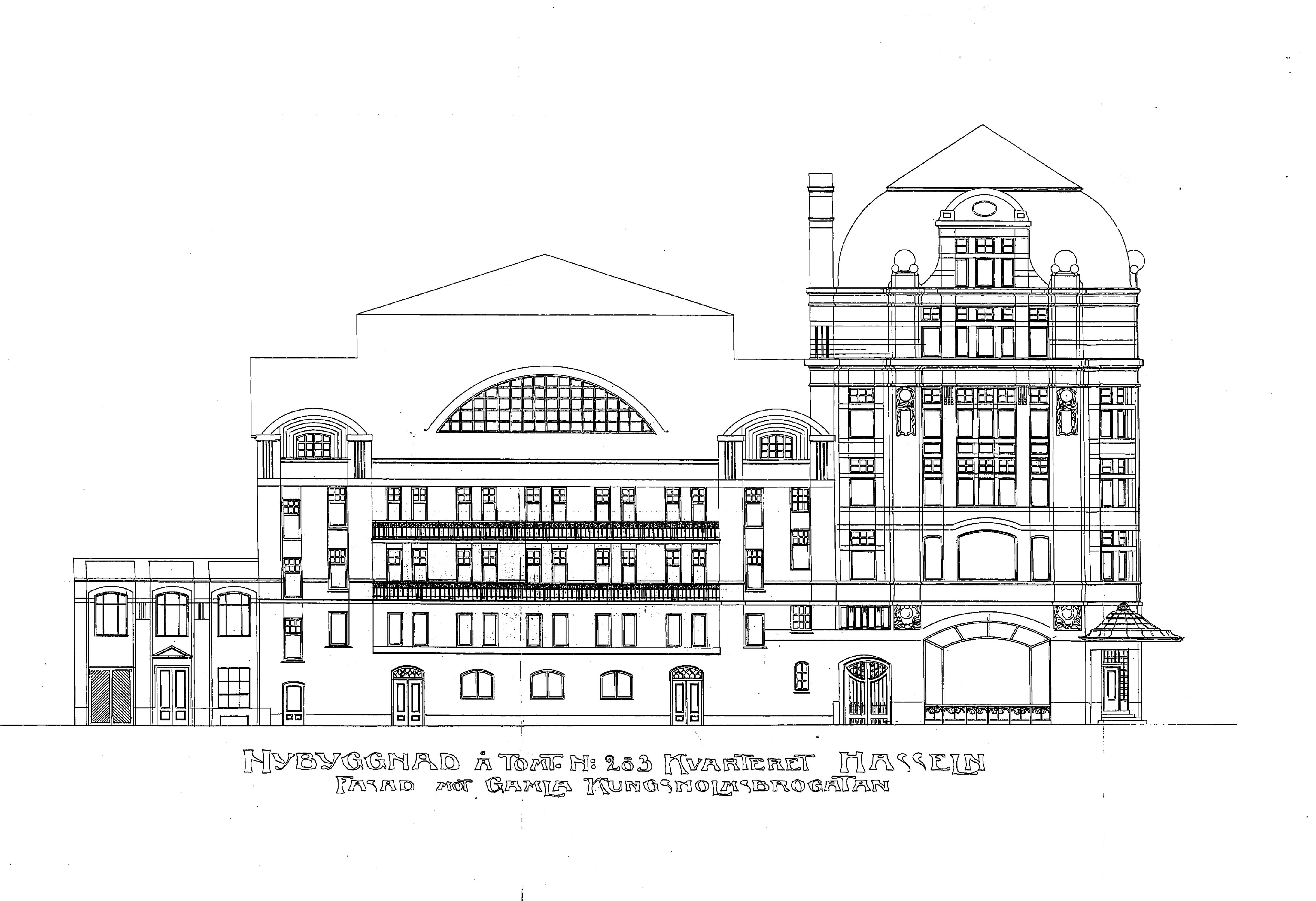
Fasad mot Gamla Kungsholmsbrogatan.
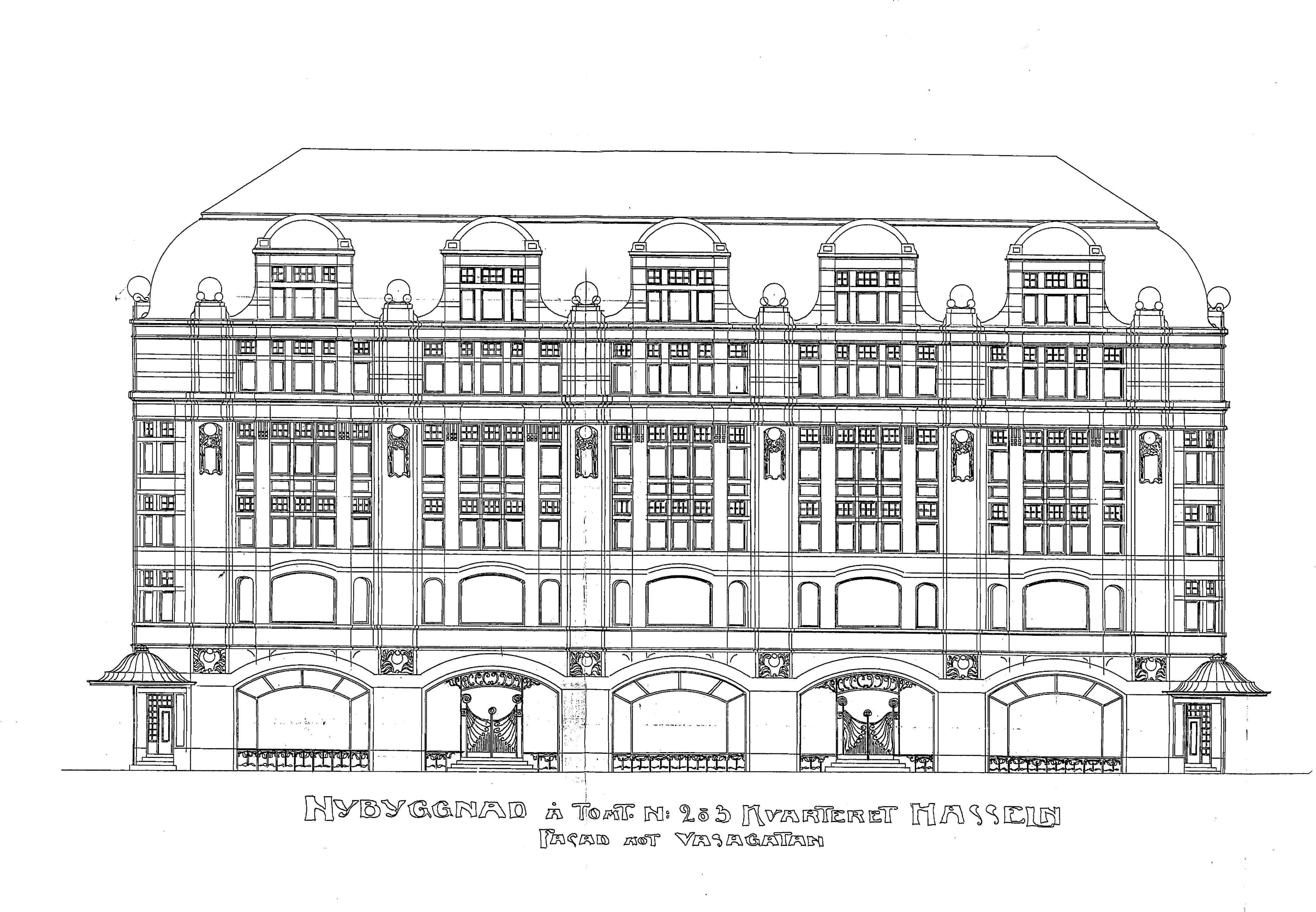
Fasad mot Vasagatan.
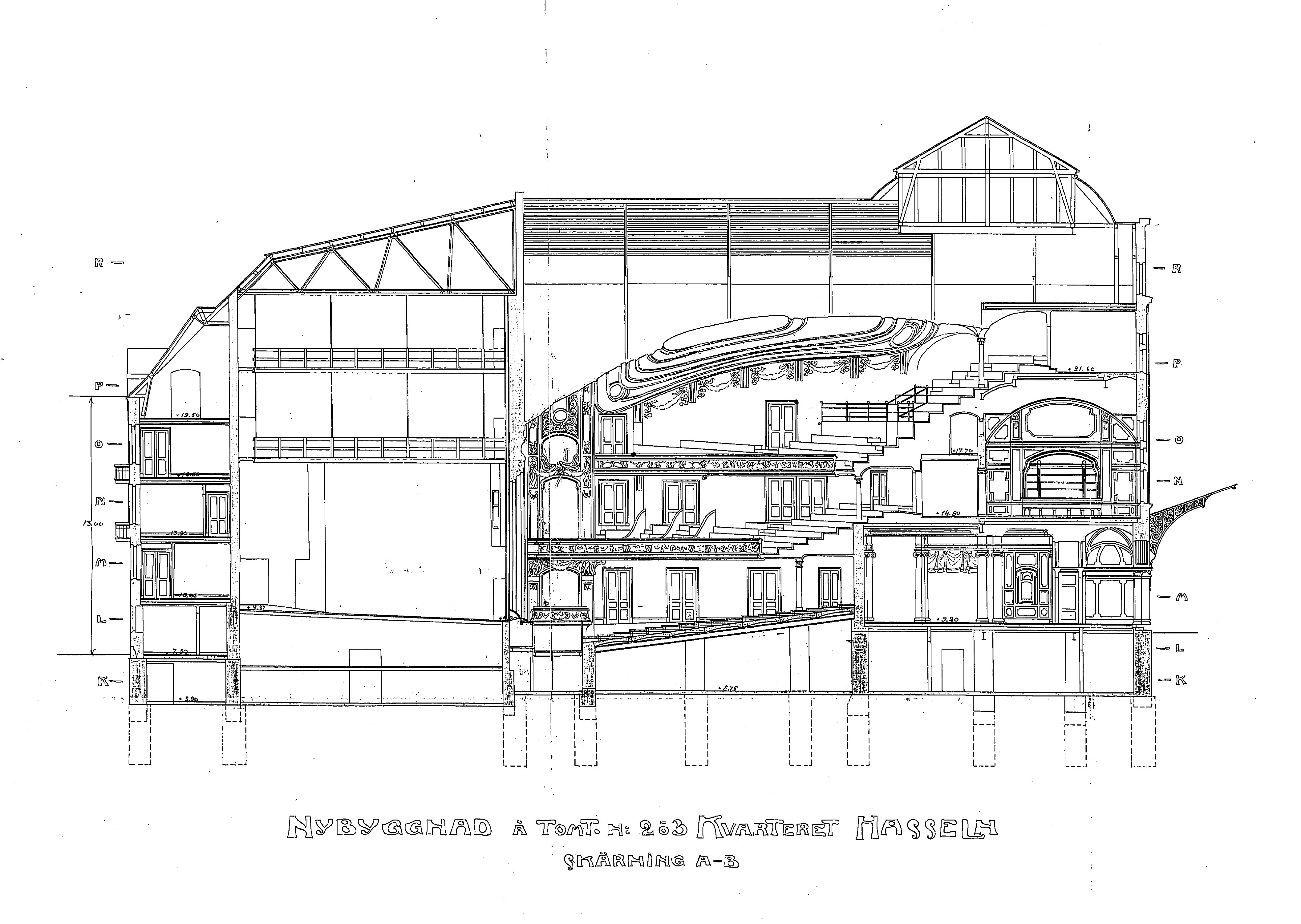
Sektion.
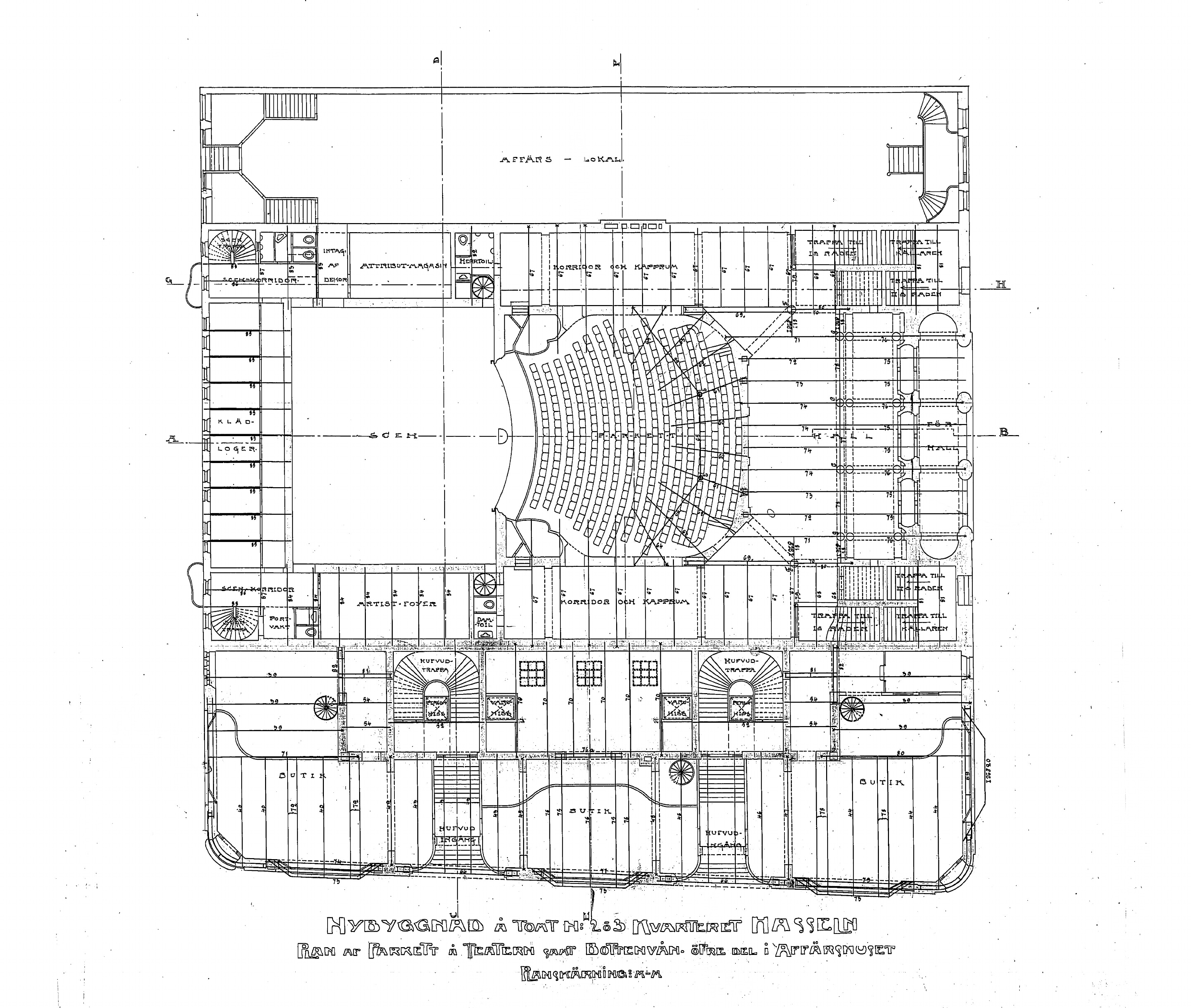
Bottenplan.

## Referenser

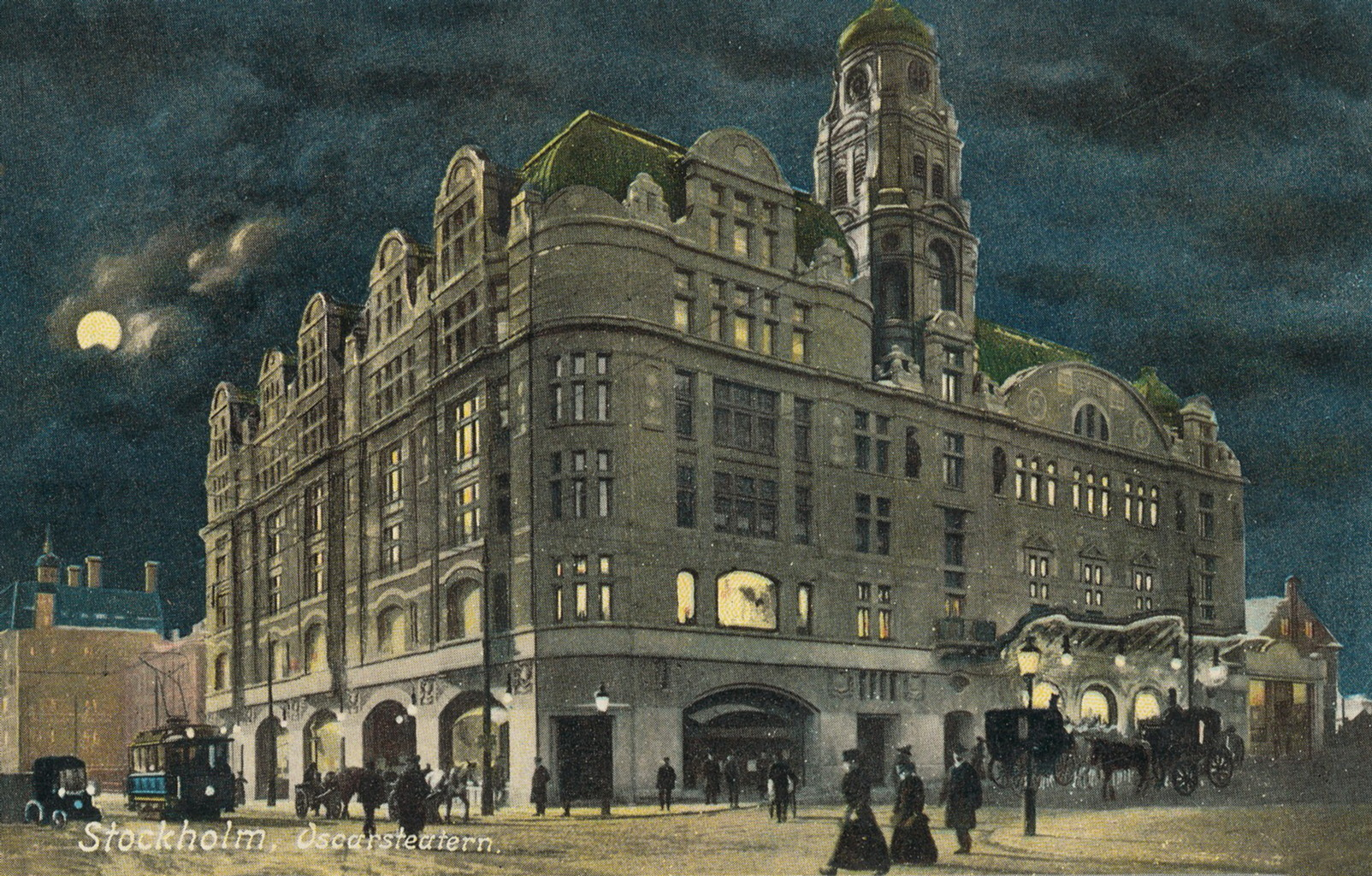
Kungsbropalatset och Oscarsteatern på ett kolorerat vykort från 1910-talet.